# Raja Babu
Raja Babu è un film del 1994 diretto da David Dhawan.